# Kjell Knekta
Kjell Torgny Knekta, född 16 juni 1941 i Koskullskulle, död 27 november 2014, var en svensk konstnär och keramiker. Han var verksam i Gällivare kommun under åren 1960–1997 och i Hörsne på Gotland från 1997 fram till sin död.
På 1960-talet flyttade Kjell Knekta med sin hustru till Västerås för att arbeta som motorlindare under ett års tid. 
I Västerås gjorde Kjell Knekta sina första illustrationer till en av lokaltidningarna. 
1963 flyttade paret åter till Gällivare och Kjell tog anställning som fastighetsskötare. 1965 sade han upp sig från sitt arbete för att på heltid arbeta som konstnär. Han tecknade och målade, och började arbeta med lera. Han blev mest känd för den röda keramiken som fick sitt genomslag på 1970-talet.
Kjell Knekta arbetade främst med keramik men fotograferade och skulpterade också. En av hans mest kända figurer (det finns flera) är Gumsen eller Gumsan. En Gumse i järnsmide finns som offentlig utsmyckning på Gällivare lasarett. 
Kjell Knekta och hans hustru flyttade till Hörsne på Gotland 1997. Han kom att arbeta och försörja sig med keramik i cirka 50 år.
Kjell Knekta är begravd på Norra kyrkogården i Visby.

## Stipendier
- 1992 Konstnärsnämndens projektbidrag för experiment,1982 Konstnärsnämndens stipendium,1980 Konstnärsnämndens resestipendium
- 1980 Tre bidrag ur Kempefonden för byggnation av vedeldad ugn, 1978 Konstnärsnämndens projektbidrag för experiment
- 1968 NNL:s Kulturstipendium
- 1967 Längmanska kulturfonden,1967 Gällivare kommuns kulturstipendium

## Utställningar
- Representerat vid många mässor och salonger i både norra och södra Sverige. Bland utställningar kan nämnas både samlingsutställningar och separatutställningar både inom och utom landet.
- Konstsalongen, Norrbottens museum
- Experimentell skulptursymposium, Sunderby Folkhögskola
- Konstsalongen, internationell skulpturutställning, Bodens Konsthall